# Fitou
Fitou là một xã trong vùng hành chính Occitanie, thuộc tỉnh Aude, quận Narbonne, tổng Sigean. Tọa độ địa lý của xã là 42° 53' vĩ độ bắc, 02° 58' kinh độ đông. Fitou nằm trên độ cao trung bình là ca. mét trên mực nước biển, có điểm thấp nhất là 0 mét và điểm cao nhất là 318 mét. Xã có diện tích 30,25 km², dân số vào thời điểm 1999 là 676 người; mật độ dân số là 22 người/km².

## Thông tin nhân khẩu
| 1962 | 1968 | 1975 | 1982 | 1990 | 1999 |
| ---- | ---- | ---- | ---- | ---- | ---- |
| 544  | 555  | 537  | 542  | 579  | 676  |